# ジェーン・シーモア (女優)
ジェーン・シーモア（Jane Seymour OBE、本名：ジョイス・ペネロピ・ウィルヘルミーナ・フランケンバーグ OBE、Joyce Penelope Wilhelmina Frankenberg OBE、1951年2月15日 - ）は、イギリス生まれで後にアメリカに帰化した女優。以前はジェーン・セイモアと表記されていたが、近年はジェーン・シーモアと表記されることが多い。父親はポーランドに出自を持つユダヤ系イギリス人、母親はオランダ人。

## 略歴
1969年、リチャード・アッテンボローの『素晴らしき戦争』に脇役で出演。1971年にアッテンボローの息子マイケルと結婚している。
1970年代に入ってテレビに多く出演するようになり、また1973年には007シリーズの映画第8作『007 死ぬのは奴らだ』のボンドガール役を演じた。その後、『ドクタークイン 大西部の女医物語』といったテレビシリーズや、テレビ映画によく出演している。
前述のマイケル・アッテンボローとは1973年に離婚、その後2度の結婚・離婚の後、1993年に映画監督のジェームズ・キーチと再婚した。子供が4人いる。
右目がヘーゼル、左目がグリーンのオッドアイである事も知られている。

## 主な出演作品

### 映画
- 007 死ぬのは奴らだ （Live and Let Die, 1973年）
- 真説フランケンシュタイン （Frankenstein - The True Story 1973年 米国TV映画）
- シンドバッド虎の目大冒険 （Sinbad and the Eye of the Tiger, 1977年）
- 名探偵ベンジー （Oh Heavenly Dog, 1980年）
- ある日どこかで （Somewhere in Time, 1980年）
- 地獄のプリズナー/狙われた美人教師 （Intimate Terror: Angel of Death, 1990年）
- ダーク・インフェルノ （Blackout, 2001年）
- ウエディング・クラッシャーズ （Wedding Crashers, 2005年）
- After Sex アフターセックス （After Sex, 2007年)
- オースティンランド 恋するテーマパーク （Austenland, 2013年）
- ハートビート （High Strung, 2016年）
- サンディ・ウェクスラー （Sandy Wexler, 2017年）
- ベスト・バディ （Just Getting Started, 2017年）
- ハッピーシェフ! 恋するライバル （Little Italy, 2018年）
- グランパ・ウォーズ おじいちゃんと僕の宣戦布告 （The War with Grandpa, 2020年）

### テレビシリーズ
- 宇宙空母ギャラクティカ （Battlestar Galactica, 1978年）
- エデンの東 （East of Eden, 1981年）
- ドクタークイン 大西部の女医物語 （Dr. Quinn, Medicine Woman, 1993年 - 1998年）
- ふたりは最高! ダーマ&グレッグ （Dharma & Greg, 1998年）
- LAW & ORDER:性犯罪特捜班 （Law & Order: Special Victims Unit, 2004年）
- ヤング・スーパーマン （Smallville, 2004年 - 2005年）
- ママと恋に落ちるまで （How I Met Your Mother, 2006年）
- キャッスル 〜ミステリー作家は事件がお好き （Castle, 2011年）
- リーガル・バディーズ フランクリン&バッシュ （Franklin & Bash, 2012年 - 2013年）
- FOREVER Dr.モーガンのNY事件簿 （Forever, 2014年）